# Deutscher Michel

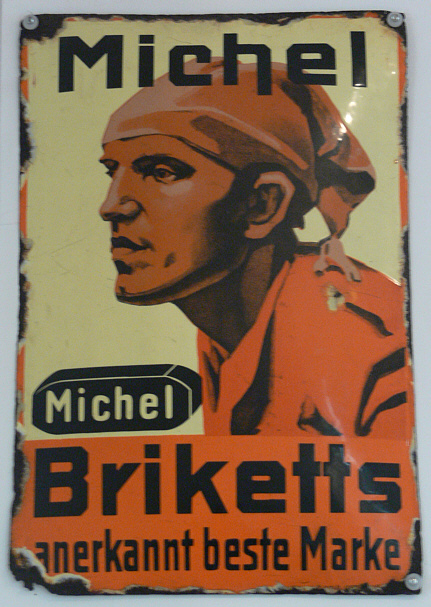

Der Deutsche Michel (literalmente "el Miguel alemán") es la personificación nacional del pueblo alemán, del mismo modo que Juan Español representa al pueblo español y Ze Povinho al pueblo portugués.

## Historia

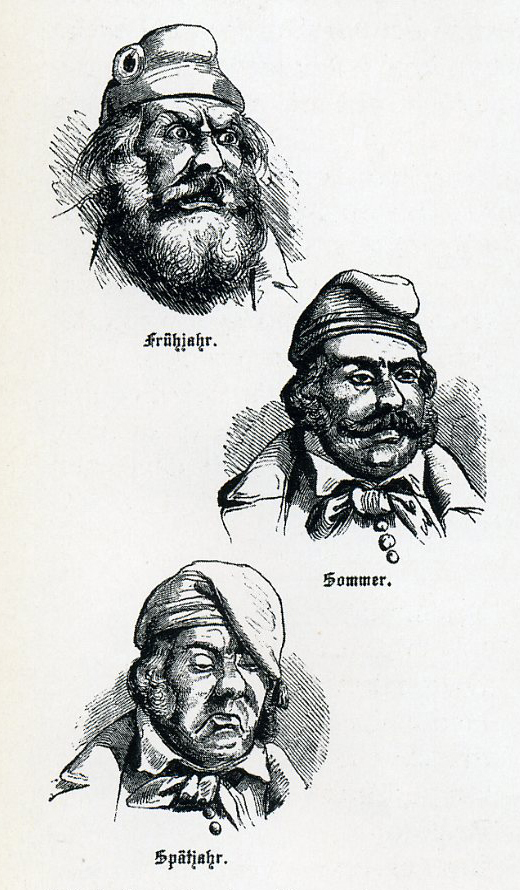

En cuanto al nombre Michel es una abreviación de Michael y en cuanto a la figura alegórica, esta representación difiere de las otras personificaciones nacionales como Germania o Hispania. A Deutscher Michel se le suele representar con un gorro de dormir y una bata, algunas veces con los colores de la bandera alemana y representa la concepción que tienen los alemanes de sí mismos, sobre todo su naturaleza práctica y su apariencia normal. En cualquier evento, el gorro y la bata, que está presente en cada representación de Michel —las primeras datan de la primera mitad del siglo XIX— son interpretadas como la forma de ser de Deutscher Michel, en efecto, una persona ingenua y crédula, no propensa, por ejemplo, a cuestionar la autoridad del gobierno.